# 东石镇 (平远县)
东石镇，是中华人民共和国广东省梅州市平远县下辖的一个乡镇级行政单位。

## 行政区划
东石镇下辖以下地区：
东石社区、洋背村、灵水村、白岭村、锡水村、麻塘村、东石村、凉庭村、双石村、汶水村、东汶村、大屋村、明洋村、茅坪村、黄地村、太阳村、蕉留村和中村。

## 中国传统村落
2013年8月，凉庭村被评为第二批中国传统村落。